# Heidi Hein-Kircher

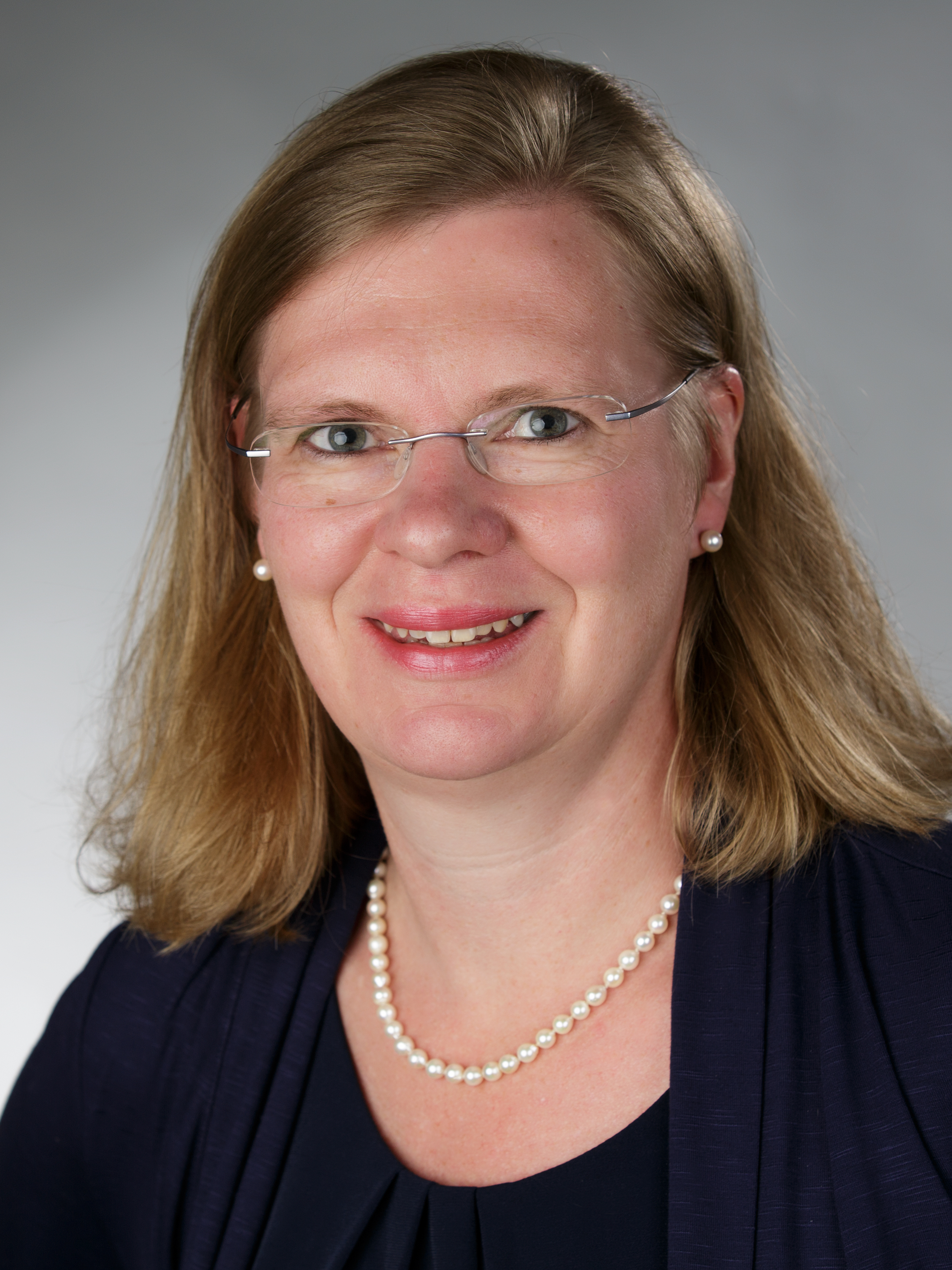
Heidi Hein-Kircher (2017)

Heidi Hein-Kircher (* 1969 in Mettmann als Heidi Hein) ist eine deutsche Historikerin mit dem Schwerpunkt Ostmitteleuropa.

## Leben
Heidi Hein-Kircher studierte von 1989 bis 1994 Osteuropäische, Mittlere und Neuere Geschichte, Politikwissenschaft und Jiddistik an der Heinrich-Heine-Universität in Düsseldorf. Nach Forschungsaufenthalten in Warschau, Krakau und New York wurde sie im Jahr 2000 mit der Arbeit Der Piłsudski-Kult und seine Bedeutung für den polnischen Staat 1926–1939 in Düsseldorf promoviert.
Sie war von 2000 bis 2008 Dozentin bei der Arbeitsgemeinschaft Sozialpädagogik und Gesellschaftsbildung e. V. in Düsseldorf und von 2002 bis 2003 wissenschaftliche Mitarbeiterin an der Heinrich-Heine-Universität, wo sie von 1996 bis 2007 Lehrveranstaltungen durchführte. 2003 wurde sie wissenschaftliche Mitarbeiterin am Herder-Institut, 2009 übernahm sie dort die Leitung der Abteilung Wissenschaftsforum. Zudem hält sie seit 2004 Lehrveranstaltungen im Fachbereich Geschichte und Kulturwissenschaften der Philipps-Universität Marburg ab. 2018 erfolgte ihre Habilitation an der Philipps-Universität Marburg. Der Titel ihrer Habilitationsschrift lautet Lemberg sichern. Kommunalpolitische Praktiken, Strategien und Visionen in einer multiethnischen Stadt der Habsburgermonarchie. Zum 1. Oktober 2024 trat sie die Leitung der Martin-Opitz-Bibliothek in Herne an und übernahm zugleich die Professur für deutsche Kultur und Geschichte im östlichen Europa an der Ruhr-Universität Bochum.
Heidi Hein-Kirchers Forschungsschwerpunkte sind die Geschichte Ostmitteleuropas, insbesondere Polens im 19. und 20. Jahrhundert, Sicherheits- und Konfliktgeschichte, Stadtgeschichte im östlichen Europa, nationale und regionale Identitäten und die Geschichte der Juden im östlichen Europa. Außerdem forscht sie zu politischen Kulten, Mythen und Erinnerungskulturen und ist Mitherausgeberin der Zeitschrift für Ostmitteleuropa-Forschung sowie der Reihe New Perspective on Central and Eastern European Studies des Herder-Instituts.

## Gremien und Mitgliedschaften
- Verband der Osteuropahistorikerinnen und -historiker e. V. (VOH): Stellvertretende Vorsitzende
- Deutsche Gesellschaft für Osteuropakunde e. V. (DGO): Co-Sprecherin der Fachgruppe Geschichte
- Mitglied der CDU Mettmann[4]

## Schriften (Auswahl)

### Monographien
- Lembergs „polnischen Charakter“ sichern. Kommunalpolitik in einer multiethnischen Stadt der Habsburgermonarchie zwischen 1861/62 und 1914. Franz Steiner, Stuttgart 2020, ISBN 978-3-515-12694-6 (zugleich Habilitationsschrift 2017).
- Der Piłsudski-Kult und seine Bedeutung für den polnischen Staat 1926–1939 (= Materialien und Studien zur Ostmitteleuropa-Forschung. Band 9). Verlag Herder-Institut, Marburg 2001, ISBN 3-87969-289-0 (zugleich Dissertationsschrift 2000).
  - polnische Ausgabe: Kult Piłsudskiego i jego znaczenie dla państwa polskiego 1926–1939. Neriton, Warschau 2008.

### Herausgeberschaften
- mit Liliya Berezhnaja: Rampart Nations. Bulwark Myths of East European Multiconfessional Societies in the Age of Nationalism. Berghahn Books, New York/Oxford 2019.
- mit Martin Zückert: Migration and Landscape Transformation. Changes in Central and Eastern Europe in the 19th and 20th Century. Vandenhoeck & Ruprecht, München 2016.
- mit Ilgvars Misāns: Stadtgeschichte des Baltikums oder baltische Stadtgeschichte? Annäherungen an ein neues Forschungsfeld zur baltischen Geschichte (= Tagungen zur Ostmitteleuropaforschung. Band 33). Herder-Institut, Marburg 2015.
- mit Benno Ennker: Der Führer im Europa des 20. Jahrhunderts (= Tagungen zur Ostmitteleuropa-Forschung. Band 27). Herder-Institut, Marburg 2010.
- mit Hans Henning Hahn: Politische Mythen im 19. und 20. Jahrhundert in Mittel- und Osteuropa (= Tagungen zur Ostmitteleuropa-Forschung. Band 24). Herder-Institut, Marburg 2006.